# Karol Lidl (urzędnik)
Karol Lidl (zm. przed 1891) – c. k. urzędnik magistratu miasta Lwowa.

## Życiorys
Wstąpił do służby państwowej Cesarstwa Austrii i został urzędnikiem Magistratu Miejskiego we Lwowie pod zaborem austriackim. Od początku lat 20 pracował w Kancelarii Egzekucyjnej jako akcesista, a od około 1822 jako kancelista. Następnie od około 1824 do około 1835 był kancelistą w Ekspedycji. Od około 1835 był zatrudniony na posadzie rachmistrza w miejskim Urzędzie Budowniczym. Od około 1845 jako rachmistrz urzędu budowniczego był przydzielony do służby jako registrant w Registraturze Magistratu. Stamtąd w charakterze registranta od około 1848 był przydzielony do Biura Prezydialnego, od około 1849 do miejskiego Departamentu Rachunkowego, od 1850 do kierowania prowizorycznie Departamentem Buchalteryjnym. Od około 1851 ponownie był etatowym registrantem w Registraturze pozostając w randze rachmistrza miejskiego urzędu budowniczego. Od około 1855 pracował w charakterze prowizorycznego adiunkta w Registraturze, a po restrukturyzacji od około 1856 do około 1858 w ramach urzędów pomocniczych Magistratu.
Działał w Związku dla Popierania Sztuki Muzycznej w Galicji, gdzie około 1855/1856 pełnił funkcję adiunkta dyrekcji, a od około 1856 do około 1858 funkcję sekretarza. Ponadto był sekretarzem Dwóch chrześcijańskich Ochronek dla Małych Dzieci połączonych ze Żłobkiem we Lwowie. W późniejszych latach był działaczem w Galicyjskim Towarzystwie Muzycznym we Lwowie, gdzie od około 1870 był zastępcą członka wydziału, od około 1872 do około 1878 członkiem wydziału.
Zmarł przed 1891. Był żonaty z Joanną z domu Dembowską wzgl. Dębowską (jako wdowa zm. 28 stycznia 1891 w Sanoku w wieku 83 lat i tam pochowana). Oboje mieli synów Karola (prawnik, ur. ok. 1832, zm. 1886), Jana (c. k. urzędnik, wiceprezydent Namiestnictwa Galicji, ur. ok. 1839, zm. 1921).